# Список церквей Евангелическо-лютеранской церкви Ингрии на территории Ингерманландии

## В Санкт-Петербурге
| Церковь                            | Изображение | Дата основания | Расположение                                                   | Комментарий                             |
| ---------------------------------- | ----------- | -------------- | -------------------------------------------------------------- | --------------------------------------- |
| Церковь Святой Марии               |             | 1734           | Санкт-Петербург, Большая Конюшенная улица, 6А                  | кафедральный собор                      |
| Церковь святой Анны, Анненкирхе    |             | 1775           | Санкт-Петербург, Кирочная улица, 8                             | действующий приход, ожидает реставрации |
| Церковь святого Иоанна             |             | 1860           | Санкт-Петербург, улица Декабристов, 54                         | действующий приход                      |
| Церковь святого Михаила            |             | 1874           | Санкт-Петербург, Средний проспект Васильевского острова, 18/32 | действующий приход                      |
| Кирха Воскресения Христова         |             | 1865           | Пушкин, Набережная улица, 4                                    | действующий приход                      |
| Кирха святого Иоанна в Ломоносове  |             | 1827           | Ломоносов, Кирочная улица, 14                                  | действующий приход                      |
| Церковь Преображения Господня      |             | 1908           | Зеленогорск, проспект Ленина, 13-а                             | действующий приход                      |
| Кирха Святой Марии Магдалины       |             | 1641           | Павловск, Горная улица, дом № 14а                              | частично разрушена                      |
| Кирха Святой Марии в Лахте         |             | 1894           | Лахта                                                          | разрушена в 1939 году                   |
| Церковь Святого Николая            |             | 1721           | Сестрорецк                                                     | закрыта в 1932 году                     |
| Кирха Святого Николая в Кронштадте |             | 1718           | Кронштадт                                                      | Разрушена в 1930-е                      |

## В Ленинградской области

### Сохранившиеся
- Кирха в Токсове
- Кирха в Стеклянном Токсовского прихода
- Кирха Святого Георгия в Колтушах
- Кирха Святой Екатерины в Петрове
- Церковь Святого Николая (Гатчина)
- Лютеранская церковь Святого Петра (Гатчина)
- Кирха Святого Иоанна Крестителя в Губаницах
- Лютеранская церковь Святого Андрея Первозванного в Большом Кузёмкине

### Несохранившиеся
- Кирха Святых Апостолов Петра и Павла в Белоострове
- Кирха Святого Лазаря в Кингисеппе
- Кирха в Заозерье
- Кирха Святых Апостолов Петра и Павла в Малых Горках
- Кирха в Лемболове
- Кирха Святого Михаила в Никулясах
- Лютеранская кирха во имя Святой Регины
- Кирха Святой Екатерины в Кобрине
- Кирха Святого Иоанна в Вуолах
- Кирха в Юкках
- Кирха Святого Михаила в Жеребятках
- Кирха Святого Иакова в Шапках
- Кирха Святого Иоанна в Кайболово
- Кирха Святых Апостолов Петра и Павла в Малых Горках
- Кирха Святой Троицы на горе Кирхгоф
- Кирха в Калливере
- Кирха Святых Апостолов Петра и Павла в Яльгелеве
- Кирха в Новосёлках прихода Каприо
- Кирха в Молосковицах
- Лютеранская церковь Святого Андрея Первозванного в Войскорово
- Кирха Святого Иоанна Крестителя в Марково
- Кирха Святой Марии в Шпаньково
- Кирха Святого Иоанна в Котлах